# Art Ensemble of Chicago
Art Ensemble of Chicago – awangardowy zespół jazzowy powstały pod koniec lat 60. XX w. i związany z samopomocową organizacją Association for the Advancement of Creative Musicians (AACM) w Chicago.

## Charakter zespołu
Grupa korzystała swobodnie z wszelkich różnych źródeł muzycznych od free jazzu do muzyki poważnej XX w. Wszyscy muzycy zespołu byli multiinstrumentalistami doskonale zaznajomionymi z wszelkimi jazzowymi, jak i niezjazzowymi, stylami muzycznymi. Sięgali także do muzyki z innych kręgów kulturowych, głównie afrykańskich.
Swoje instrumentarium poszerzali o tzw. „małe instrumenty”: klaksony, dzwonki, całą gamę „przeszkadzajek” i instrumentów perkusyjnych o pochodzeniu pozamuzycznym. W czasie jednego koncertu zespół potrafił wykorzystać 500 instrumentów muzycznych
Podczas występów muzycy używali kostiumów i malowali swoje twarze. W czasie koncertu jednakowo ważne były wizualne aspekty spektaklu, jak i dźwiękowe. Wizualna strona koncertów grupy była rozwinięciem wizualnej strony koncertów Sun Ra z okresu jego działalności w Chicago pod koniec lat 50. XX w.
Art Ensemble of Chicago był jednym z najradykalniejszych przykładów kolektywności, nawet w kręgu AACM. Wszystkie decyzje były podejmowane zespołowo. Jak wyjaśniał to Roscoe Mitchell:
Jedną z przyczyn dlaczego Art Ensemble odniósł sukces było to, że był postrzegany jako zespół i musiałeś mieć z nim do czynienia jako zespołem. Jest łatwiej działać w ten sposób, gdy jesteś młody. Masz pewny cel jako kolektyw. (..) Mając kolektyw, mieliśmy swoje sposoby na działanie.

## Historia zespołu

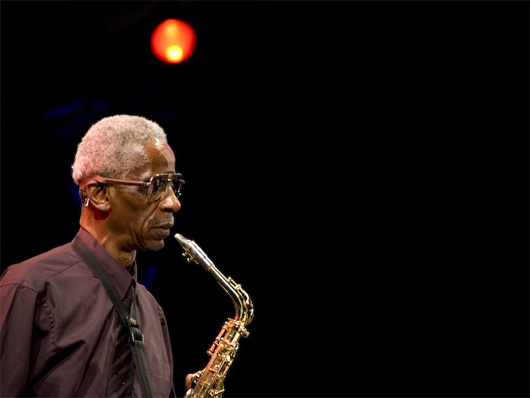
Roscoe Mitchell

Członkowie zespołu występowali ze sobą w różnych zespołach już w połowie lat 60. XX w. Jako Roscoe Mitchell Sextet wydali w 1966 r. album Sound. Zespół ten tworzyli: Roscoe Mitchell (saksofony), Lester Bowie (trąbka) i Malachi Favors Maghostut (kontrabas) oraz m.in. Leonard Smith (perkusja) i Thurman Barker (perkusja). W 1967 r. grupa ta występowała jako Roscoe Mitchell Art Ensemble. Jeszcze w tym samym roku do zespołu doszli muzycy – także z kręgu AACM – Joseph Jarman (saksofony) i Phillip Wilson (perkusja). Ten nowy skład zespołu dokonał nagrań dla Nessa Records.
W 1969 r. Phillip Wilson odszedł do zespołu Paul Butterfield Blues Band. Jako kwartet – bez perkusisty – grupa udała się na serię koncertów w Paryżu, gdzie francuski promotor dodał do nazwy „of Chicago”. Zostało to przez muzyków zaakceptowane, gdyż w opinii muzyków nazwa ta lepiej oddawała totalny i kooperacyjny charakter ich muzyki. Zespół dokonał wówczas nagrań dla przedsiębiorstw Freedom i BYG. Prawie trzyletni pobyt grupy w Europie był niezwykle owocny. Zespół nagrał wtedy 15 albumów.
W 1970 r. (w dalszym ciągu podczas pobytu w Paryżu) grupa dokooptowała perkusistę Famoudou Don Moye. W tym samym roku zespół dokonał nieco odmiennych od ich typowej muzyki nagrań z pianistką i piosenkarką, i ówczesną żoną Lestera Bowiego Fontellą Bass, które ukazały się na albumach Art Ensemble of Chicago with Fontella Bass i Les Stances a Sophie. Ten drugi album zawierał ścieżkę dźwiękową do francuskiego filmu pod tym samym tytułem.

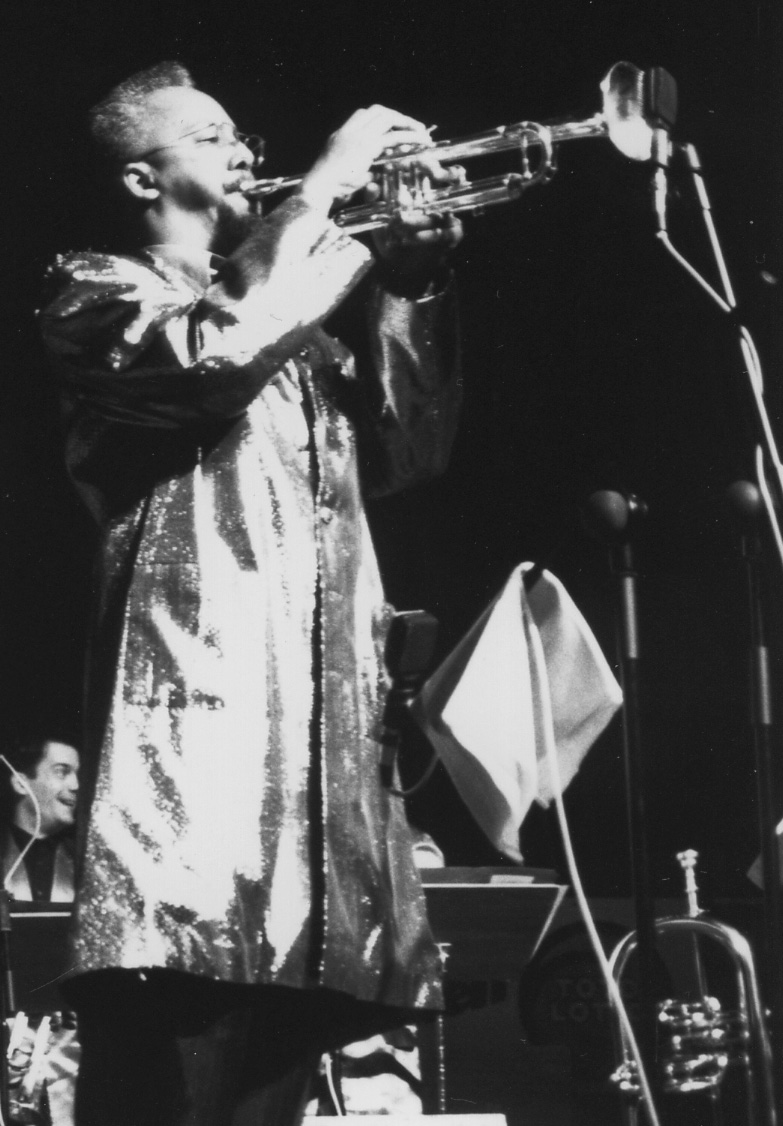
Lester Bowie

Grupa powróciła do USA w 1972 r. już jako kwintet i ten skład przetrwał do 1993 r. W USA grupa dokonała wtedy m.in. swoich podstawowych nagrań dla Atlantic: Bap-Tizum i Fanfare for the Warriors.
W tym też czasie zespół podjął decyzję o samoograniczeniu swojej działalności, równocześnie zezwalając na indywidualną działalność swoich muzyków. Była to zapewne jedna z przyczyn niezwykłej długowieczności zespołu. Mimo tego zespół wydał w okresie 1972–2004 ponad 20 albumów.
W 1973 r. zespół podpisał kontrakt z Atlantic. W tym samym roku AEC wystąpił na Newport Jazz Festival, co zostało odebrane jako rozpoznanie przez kulturę amerykańską wagi AACM. Był to także pierwszy koncert AEC od prawie roku.
W 1993 r. z zespołu odszedł Jarman, który poświęcił się praktykowaniu zenu i aikido. Obecnie jest kapłanem Jōdo-shinshū i właścicielem dojo aikido.
W 1999 r. zmarł na raka wątroby Lester Bowie.
Zespół kontynuował działalność jako trio, jednak dobierając gościnnie wielu muzyków.
W 2003 r. do zespołu powrócił Jarman, jednak w styczniu 2004 r. Favors Maghostut zmarł nagle podczas nagrywania albumu Sirius Calling. W 2004 r. zespół został wzmocniony przez trębacza Coreya Wilkesa i basistę Jaribu Shahida. Są oni jednak traktowani jako muzycy-goście. Ten skład grupy wydał 2-dyskowy album koncertowy Non-Cognitive Aspects of the City w 2006 r.

## Muzycy
- Lester Bowie – trąbka, skrzydłówka, kelphorn, bęben basowy, instrumenty perkusyjne, wokal i inne
- Roscoe Mitchell – saksofony (sopranowy, altowy, tenorowy, basowy), klarnet, perkusja, bongosy, syreny, dzwonki, wokal i inne
- Joseph Jarman – saksofony (sopranino, sopranowy, altowy, tenorowy, basowy), flety, klarnet, fagot, obój, klawikord, gitara, kongi, wibrafon, syntezator, instrumenty perkusyjne, wokal i inne
- Malachi Favors Maghostut – kontrabas, gitara basowa, bandżo, cytra, gongi, różne bębny, gwizdki, melodica, wokal i inne
- Famoudou Don Moye – perkusja, kongi, basowa marimba, gongi, różne bębny, instrumenty perkusyjne, wokal i inne
- Phillip Wilson – perkusja
- Corey Wilkes – trąbka
- Jaribu Shahid – kontabas, gitara basowa

## Dyskografia
| Tytuł                                       | Rok  | Przedsiębiorstwo |
| ------------------------------------------- | ---- | ---------------- |
| Sound – Roscoe Mitchell Sextet              | 1966 | Delmark          |
| Old/Quartet – Roscoe Mitchell               | 1967 | Nessa            |
| Numbers 1 & 2 – Lester Bowie                | 1967 | Nessa            |
| Congliptious – Roscoe Mitchell Art Ensemble | 1968 | Nessa            |
| A Jackson in Your House                     | 1969 | BYG Actuel       |
| Tutankhamun                                 | 1969 | Freedom          |
| The Spiritual                               | 1969 | Freedom          |
| People in Sorrow                            | 1969 | Nessa            |
| Message to Our Folks                        | 1969 | BYG-Actuel       |
| Reese and the Smooth Ones                   | 1969 | BYG-Actuel       |
| Eda Wobu                                    | 1969 | JMY              |
| Certain Blacks                              | 1970 | America          |
| Go Home                                     | 1970 | Galloway         |
| Chi-Congo                                   | 1970 | Paula            |
| Les Stances a Sophie                        | 1970 | Nessa            |
| Live in Paris                               | 1970 | Freedom          |
| Art Ensemble of Chicago with Fontella Bass  | 1970 | America          |
| Phase One                                   | 1971 | America          |
| Live at Mandell Hall                        | 1972 | Delmark          |
| Bap-Tizum                                   | 1972 | Atlantic         |
| Fanfare for the Warriors                    | 1973 | Atlantic         |
| Kabalaba                                    | 1974 | AECO             |
| Nice Guys                                   | 1978 | ECM              |
| Live in Berlin                              | 1979 | West Wind        |
| Full Force                                  | 1980 | ECM              |
| Urban Bushmen                               | 1980 | ECM              |
| Among the People                            | 1980 | Praxis           |
| The Complete Live in Japan                  | 1984 | DIW              |
| The Third Decade                            | 1984 | ECM              |
| Naked                                       | 1986 | DIW              |
| Ancient to the Future                       | 1987 | DIW              |
| The Alternate Express                       | 1989 | DIW              |
| Art Ensemble of Soweto                      | 1990 | DIW              |
| America – South Africa                      | 1990 | DIW              |
| Thelonious Sphere Monk z Cecilem Taylorem   | 1990 | DIW              |
| Dreaming of the Masters Suite               | 1990 | DIW              |
| Live at the 6th Tokyo Music Joy             | 1991 | DIW              |
| Fundamental Destiny z Donem Pullenem        | 1991 | AECO             |
| Salutes the Chicago Blues Tradition         | 1993 | AECO             |
| Coming Home Jamaica                         | 1996 | Atlantic         |
| Urban Magic                                 | 1997 | Musica Jazz      |
| Tribute to Lester                           | 2001 | ECM              |
| ECM Selected Recordings                     | 2002 | ECM              |
| Reunion                                     | 2003 | ECM              |
| The Meeting                                 | 2003 | Pi               |
| Sirius Calling                              | 2004 | Pi               |
| Non-Cognitive Aspects of the City           | 2006 | Pi               |

## Wideografia
- Swim – A Musical Adventure 1993
- The Art Ensemble of Chicago in Concert 2004